# Sedlo pod Keprníkem
Sedlo pod Keprníkem – przełęcz o wysokości 1281 m n.p.m., w północno-wschodnich Czechach, na Morawach, w Sudetach Wschodnich, w paśmie górskim Wysokiego Jesionika (cz. Hrubý Jeseník) oraz jego części w Masywie Keprníka (cz. Keprnická hornatina), pomiędzy szczytami gór Keprník i Šerák, na granicy gmin Bělá pod Pradědem i Ostružná. 

## Charakterystyka
Przełęcz położona jest w północno-zachodnim rejonie całego pasma Wysokiego Jesionika, leżąca w części Wysokiego Jesionika, w środkowo-północnym obszarze mikroregionu o nazwie Masyw Keprníka (cz. Keprnická hornatina), w odległości około 700 m na południowy wschód od szczytu góry Šerák. Obszar wokół przełęczy jest zalesiony borem świerkowym, nie jest więc punktem widokowym. Usytuowana jest na skrzyżowaniu turystycznym o nazwie (cz. Pod Keprníkem) z podaną na tablicy informacyjnej wysokością 1282 m. Na podstawie szczegółowej mapy Państwowego urzędu geodezyjnego o nazwie (cz. Český úřad zeměměřický a katastrální (CÚZK)) w Pradze punkt siodłowy przełęczy znajduje się blisko tego skrzyżowania i ma wysokość 1281 m n.p.m. oraz współrzędne geograficzne (50°10′53,6″N 17°06′45,8″E/50,181556 17,112722). Na przełęczy nie ma punktu geodezyjnego z określoną wysokością. Poza wytyczonymi przez przełęcz szlakami prowadzi od niej ścieżka do tzw. chaty łowieckiej o nazwie Moricka, położonej na zachodnim stoku góry Keprník.

### Pomnik Hermanna Lönsa
W odległości około 200 m na południe od przełęczy, blisko czerwonego szlaku turystycznego  (około 30 m), na wysokości 1309 m n.p.m. znajduje się postawiony 26 września 1935 roku pomnik z kamienną tablicą pamiątkową. Widnieje na niej wizerunek śląskiego pisarza i miłośnika gór Hermanna Lönsa z następującą inskrypcją:

Hermann Löns
zum Gedenken
1866 – 1914

## Wody
Grzbiet główny (grzebień) góry Pradziad, biegnący od przełęczy Skřítek do przełęczy Červenohorské sedlo oraz dalej do przełęczy Ramzovskiej (cz. Ramzovské sedlo) jest częścią granicy Wielkiego Europejskiego Działu Wodnego, dzielącej zlewiska Morza Bałtyckiego i Morza Czarnego.
Przełęcz położona jest na tej granicy, na zlewiskach Morza Bałtyckiego (dorzecze Odry) na stoku wschodnim oraz Morza Czarnego (dorzecze Dunaju) na stoku zachodnim . Ze stoku zachodniego bierze swój początek krótki, nienazwany potok, będący dopływem potoku Klepáčský potok, a ze stoku wschodniego inny krótki, nienazwany potok, będący dopływem potoku o nazwie Keprnický potok.

## Ochrona przyrody
Przełęcz znajduje się w otoczeniu wydzielonego obszaru objętego ochroną o nazwie Obszar Chronionego Krajobrazu Jesioniki (cz. Chráněná krajinná oblast (CHKO) Jeseníky), którego częścią jest najstarszy na Morawach narodowy rezerwat przyrody Šerák-Keprník utworzony w 1903 roku o powierzchni około 1174 ha, w celu ochrony utworów skalnych, ziemnych i roślinnych oraz rzadkich gatunków zwierząt.
Przez przełęcz wzdłuż czerwonego szlaku turystycznego , przechodzi ścieżka dydaktyczna o nazwie (cz. NS S Koprníčkem na výlet Keprnickými horami') na trasie:
 Červenohorské sedlo – Ramzová (z 13 stanowiskami obserwacyjnymi)

## Turystyka
W odległości około 750 m od przełęczy na stoku góry Šerák znajduje się schronisko turystyczne o nazwie chata Jiřího. Ponadto w odległości około 700 m od przełęczy na stoku góry Šerák zlokalizowano górną stację kolejki linowej na trasie góra Šerák – Ramzová przy przystanku turystycznym o nazwie Šerák, lanovka.

### Szlaki turystyczne
Klub Czeskich Turystów (cz. Klub Českých Turistů) w obrębie przełęczy wytyczył dwa szlaki turystyczne na trasie:
 Červenohorské sedlo – góra Červená hora – Vřesová studánka – przełęcz Sedlo pod Vřesovkou – Keprník–JV – Trojmezí – szczyt Keprník – przełęcz Sedlo pod Keprníkem – góra Šerák – góra Černava – Ramzová
 Lipová-lázně – góra Sněhulák – góra Obří skály – góra Šerák – przełęcz Sedlo pod Keprníkem – góra Šumný – Filipovice

### Szlaki rowerowe i trasy niarciarskie
Przez przełęcz przebiega również szlak rowerowy na trasie:
 Spojená cesta – góra Zaječí hora – góra Nad Borovým – Bělá pod Pradědem – góra Šumný – przełęcz Sedlo pod Keprníkem – góra Šerák – Mračná hora – góra Černava – Ostružná – Petříkov
W okresach ośnieżenia wzdłuż czerwonego szlaku turystycznego , przebiega trasa narciarstwa biegowego o nazwie tzw. (cz. Jesenická magistrála).